# Парнис, Александр Ефимович
Алекса́ндр Ефи́мович Па́рнис (род. 18 апреля 1938, Дунаевцы) — российский филолог, литературовед, исследователь русского футуризма, исследователь творческой деятельности таких авторов как Бенедикт Лившиц, Велимир Хлебников, Владимир Маяковский, Александр Блок и др. Литературный секретарь писателя Виктора Платоновича Некрасова. Автор ряда работ о творчестве Давида Бурлюка и Казимира Малевича.

## Биография
Александр Парнис родился в городе Дунаевцы 18 апреля 1938 года в семье учителя математики Ефима Гершовича (Григорьевича) Парниса (1910—1993), участника Великой Отечественной войны, кавалера ордена Красного Знамени (1943). Мать — Рахиль Захаровна Парнис (1914—1994), работала секретарём в суде, потом занималась хозяйством. Ему ещё не было года, когда семья переехала в Винницу. Семья эвакуировались в Ипатово (откуда отец был призван на фронт), потом в посёлок Рыбачье и Фрунзе. После демобилизации отца в 1945 году семья поселилась в Узине, а в 1950 году в Киеве.
Окончил филологический факультет Ставропольского университета.
Участвовал в передачах на «Эхе Москвы», «Радио Свобода» и др.
Работает в Институте мировой литературы.

## Членство в организациях и клубах
- Русский ПЕН-клуб

## Награды и премии
- Международная отметина имени отца русского футуризма Давида Бурлюка[9]

## Избранные публикации
Написал более ста статей о Маяковском, Пастернаке, Блоке, Мандельштаме и других. Периодически печатается в ряде изданий таких как «Зеркало недели. Украина».

### Книги
- «Велимир Хлебников. Творения». Составление, подготовка текста и комментариев В. П. Григорьева и А. Е. Парнис. «Советский писатель», М., 1987.
- «Мир Велимира Хлебникова. Статьи, исследования. 1911—1998». Составители В. В. Иванов, З. С. Паперный, А. Е. Парнис. «Языки русской культуры», М., 2000.
- «Vittorio. Международный научный сборник, посвященный 75-летию Витторио Страды». Составители С. Г. Бочаров, А. Е. Парнис. «Три квадрата», М., 2005.
- «Виктор Некрасов. Записки зеваки». Составитель А. Е. Парнис. М., 1991.

### Статьи
- Парнис А. Е. Лаврин, Янко // Краткая литературная энциклопедия. — М.: Советская энциклопедия, 1978. — Т. 9.
- Парнис А. Е. Вячеслав Иванов и Хлебников // De visu. — М.: Агентство «Алфавит», 1992. — № 0. — С. 39—45. — ISBN 5-87910-021-9.
- Парнис А. Е. Т. С. Гриц — исследователь русского кубофутуризма // Мир Велемира Хлебникова: Статьи. Исследования, 1911—1998. — М.: Языки рус. культуры, 2000. — С. 227—230 — ISBN 5-88766-040-6
- Парнис А. Е. «Вы — чудо доброты…» : к истории одной переписки // In Memoriam: исторический сборник памяти А. И. Добкина. — Париж: Atheneum; СПб.: Феникс, 2000. —
- Парнис А. Е. О метаморфозах мавы, оленя и воина. К проблеме диалога Хлебникова и Филонова // Мир Велимира Хлебникова: Статьи. Исследования (1911—1998). — М.: Языки рус. культуры, 2000. — С. 641—643.
- Парнис А. Е. Хлебников и Малевич: В поисках значимых элементов // Мир Велимира Хлебникова: Статьи. Исследования (1911—1998). — М.: Языки рус. культуры, 2000. — С. 175—181.
- Парнис А. Е. «Мы находимся к Пушкину под прямым углом»// Пушкинский сборник. — М.: Три квадрата, 2005. — С. 361—375. — ISBN 5-94607-030-4.
- Парнис А. Е. Из книги «Тот самый Некрасов» // Крещатик. — Киев: 2005. — № 1[12].
- Виктор Некрасов до и после Архивная копия от 1 января 2012 на Wayback Machine
- НЕИЗВЕСТНЫЙ ХЛЕБНИКОВ Архивная копия от 5 апреля 2008 на Wayback Machine
- Мы — поименно — вспомним всех, кто поднял руку… Архивная копия от 6 марта 2016 на Wayback Machine
- Александр Парнис. Маяковский о мате. Неизвестная редакция известного стихотворения «Вам!» // novayagazeta.ru. Новая газета (2013). — Этот материал вышел в номере № 96 от 30 августа 2013. Дата обращения: 26 декабря 2022. Архивировано 26 декабря 2022 года.

### Интервью
- Иван Толстой. Футуролог: К 70-летию Александра Парниса. // svoboda.org. Радио «Свобода» (28 сентября 2008). — Радиопрограммы / Мифы и репутации. Дата обращения: 26 декабря 2022. Архивировано 24 сентября 2015 года.
- Иван Толстой. Авангард и остальное. К 75-летию филолога Александра Парниса. // svoboda.org. Радио «Свобода» (1 декабря 2013). — Мифы и репутации. Дата обращения: 26 декабря 2022. Архивировано 2 августа 2021 года.